# قلعه خونکار
قلعه خونکار، روستایی از توابع بخش مرکزی شهرستان کوهرنگ در استان چهارمحال و بختیاری ایران است.

## جمعیت
این روستا در دهستان شوراب تنگزی قرار دارد و براساس سرشماری مرکز آمار ایران۳۱ خانواده ساکن هستن درسال۹۵ ۸۸نفر جمعیت دارد
درودبرشما 
روستای قلعه خونکار شوارب تنگ گزی فاصله ۳۰کلیومتری کوهرنگ و۶۰کیلومتری شهرکرد میباشد 
این روستاجزخوش آب هواترین روستاهای شهرستان کوهرنگ میباشد بزرگان این روستا زنده یاد آخیرالله وآمندنی وآخونکارعبداللهی میباشد 
روستا همجوار سبدکوه(سَلَه تور)میباشد وبه همسایگی روستای آبخره(آبحره)به فاصله چندکلیومترمیباشد شغل اصلی ساکنین روستا کشاورزی ودامپروری میباشد 
درپناه خدا